# 鷺坂修二
鷺坂 修二（さぎさか しゅうじ、1925年3月28日 - 2015年10月14日）は、日本の物理学者。専門は、宇宙線物理学。信州大学名誉教授であった。

## 経歴
1925年鷺坂清信・操夫妻の次男として東京府東京市牛込区（現・東京都新宿区赤城元町）に生まれた。
1931年東京府麴町区小学校に入学。1937年、第一東京市立中学校に入学。1942年、旧制第一高等学校理科に入学。
1945年、名古屋大学理学部物理教室に入学。旧制一高・名古屋大学理学部を通じての級友に物理学者の丹生潔がいる。
入学した年の7月に長野県神川村（現・長野県上田市）に疎開。
この頃、結核を発症し、上田で結核病院に入院療養する。
1945年にはやや快方に向かい、長野県松代町にあった松代地震研究所々長を務めていた父のもとで暮らした。
1958年になって、名古屋大学の関戸研究室に復職。
1962年に上田市にあった信州大学繊維学部に異動。1966年に信州大学の改組に伴う理学部創設により、松本市内にある理学部キャンパスに勤務することとなった。
1973年頃南安曇郡三郷村（現・安曇野市三郷）の室山（むろやま）の地下宇宙線観測所設立に尽力。
1986年、名古屋大学にて理学博士の学位を取得。
1990年に信州大学を退職した。